# Magentino
Il territorio del Magentino (o Agglomerato urbano di Magenta, Magintìn in dialetto locale, già in precedenza Corbettese), situato nella Lombardia occidentale, comprende Magenta e 12 comuni limitrofi, che come il capoluogo si trovano a ridosso del fiume Ticino, e quindi del territorio Piemontese.

## Territorio

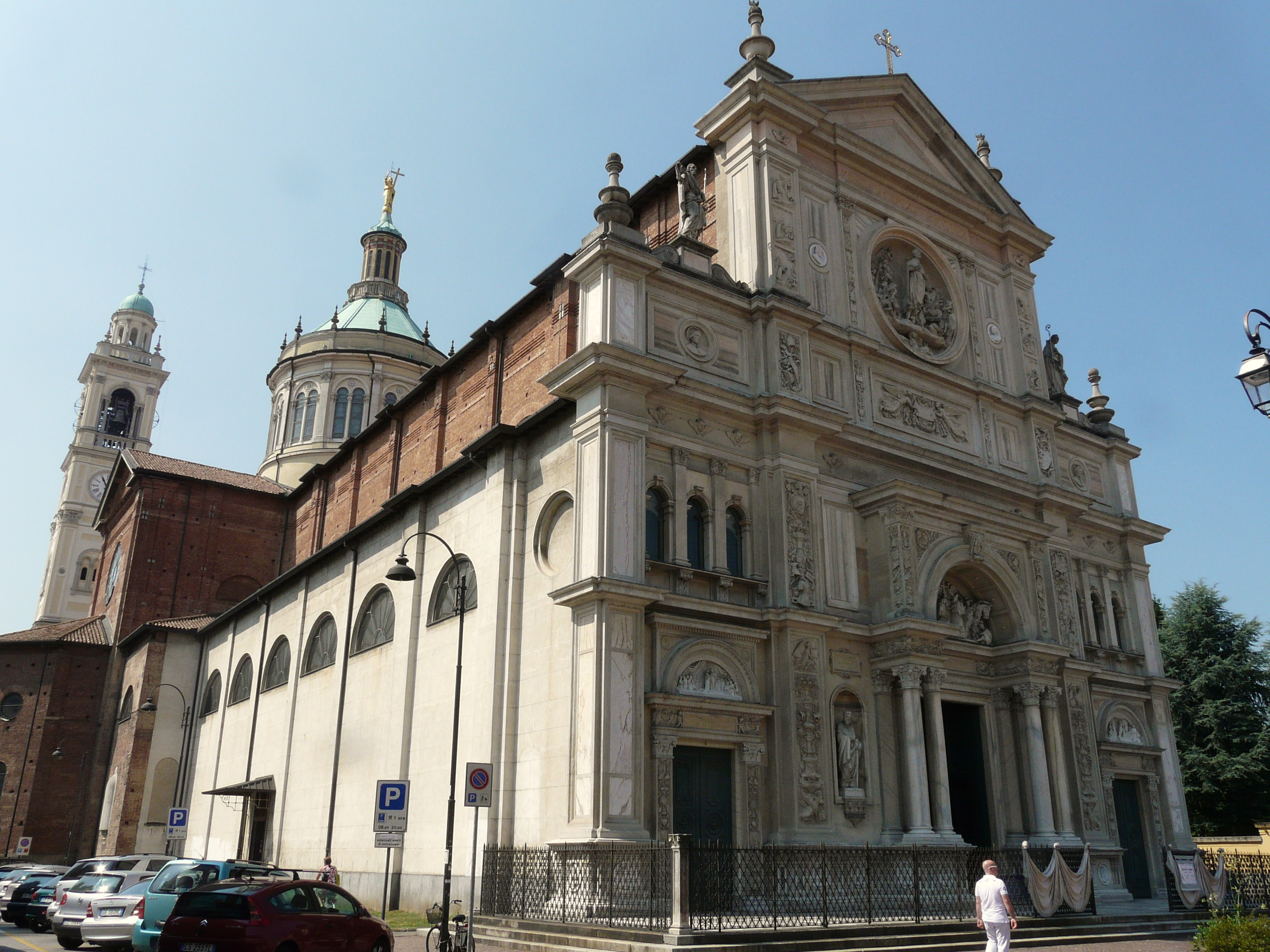
La Basilica di San Martino a Magenta.

Il territorio ha un'altitudine che varia tra i 120 m s.l.m. (Robecco sul Naviglio) e i 166 m s.l.m. (Casorezzo).
La superficie del territorio supera di poco i 136 km². Attualmente la popolazione residente in quest'area è di poco inferiore alle 129 000 unità. La densità si attesta attorno ai 947 abitanti per chilometro quadrato.
Per i comuni limitrofi, Magenta rappresenta un punto di riferimento in quanto ospita la maggior parte delle strutture pubbliche del territorio: l'ospedale Fornaroli, le scuole superiori (licei, istituti tecnici e professionali), la caserma dell'Arma dei Carabinieri, della Guardia di Finanza e dei Vigili del Fuoco, il distaccamento della Polizia Stradale e del Corpo Forestale dello Stato, la sede della Croce Bianca Milano, nonché la sede territoriale dell'Agenzia delle Entrate. Magenta è collegata alla superstrada Malpensa 2000 (Strada statale 336 dell'Aeroporto della Malpensa) e, come Corbetta, Santo Stefano Ticino, Vittuone e Arluno dispone di una stazione ferroviaria sulla linea S6 Torino-Milano. Arluno, Marcallo con Casone e Mesero dispongono invece di un casello autostradale sulla A4 Torino-Venezia.

## Comuni del Magentino
| Comune                 | Abitanti (2021) | Superficie | Perimetro | Densità abitativa |
| ---------------------- | --------------- | ---------- | --------- | ----------------- |
| Magenta                | 24 210          | 21,70 km²  | 24,70 km  | 1 111 ab./km²     |
| Arluno                 | 12 269          | 12,30 km²  | 17,60 km  | 992 ab./km²       |
| Bareggio               | 17 137          | 11,50 km²  | 15,70 km  | 1 500 ab./km²     |
| Boffalora sopra Ticino | 4 099           | 7,97 km²   | 16,80 km  | 511 ab./km²       |
| Casorezzo              | 5 523           | 6,78 km²   | 10,10 km  | 813 ab./km²       |
| Corbetta               | 18 740          | 17,80 km²  | 20,10 km  | 1 045 ab./km²     |
| Marcallo con Casone    | 6 170           | 8,40 km²   | 14,60 km  | 730 ab./km²       |
| Mesero                 | 4 184           | 5,49 km²   | 11,90 km  | 765 ab./km²       |
| Ossona                 | 4 343           | 5,78 km²   | 11,90 km  | 740 ab./km²       |
| Robecco sul Naviglio   | 6 716           | 19,10 km²  | 21,40 km  | 354 ab./km²       |
| Santo Stefano Ticino   | 4 924           | 5,14 km²   | 10,50 km  | 961 ab./km²       |
| Sedriano               | 12 512          | 8,09 km²   | 13,30 km  | 1 533 ab./km²     |
| Vittuone               | 9 288           | 6,83 km²   | 12,90 km  | 1 353 ab./km²     |

## Geografia
A livello geografico, il territorio del magentino è sommariamente pianeggiante con modeste quote collinari nella zona a nord al confine col bustese, fatta eccezione dell'area del Naviglio Grande e del Ticino che fanno precipitare il territorio a 20-30 metri rispetto ai territori circostanti.
Il suolo è divisibile in tre parti: a nord l'alta pianura, con un suolo prevalentemente arido e di difficile coltivazione, dove nelle zone non urbanizzate domina la brughiera; la Valle del Ticino e l'area del Naviglio, con un fondo alluvionale piuttosto fertile, ed infine i panalti, ricoperti in parte da boschi di latifoglie.
Tutti i comuni hanno la medesima Classificazione sismica: zona 4 (sismicità molto bassa), Ordinanza PCM n. 3274 del 20/03/2003.

### Idrografia
Nel territorio del Magentino si trovano due corsi d'acqua di rilievo: il fiume Ticino ed il Naviglio Grande, un canale artificiale. Entrambi i corsi d'acqua si sono dimostrati fondamentali per lo sviluppo industriale, sociale, lavorativo e culturale di questo territorio. 
Il Ticino, lungo 248 km, nasce dal Passo della Novena in Svizzera, bagna il territorio del magentino ed infine confluisce nel Po nel Pavese.
Il Naviglio Grande, lungo 50 km, è invece derivato dal Ticino a Somma Lombardo e prosegue sino alla Darsena di Milano, lambendo molti dei territori del magentino che lo utilizzarono per secoli come punto d'irrigazione e via d'acqua.
Un discorso a sé meritano le risorgive presenti nella parte mediana del territorio del magentino (in particolare nei comuni di Magenta, Corbetta, Vittuone, Sedriano e Bareggio). Molti di questi fontanili si dimostrarono necessari per la sopravvivenza di un'economia essenzialmente agricola e tra i più famosi citiamo il Fontanile Boldirone a Corbetta ed il Fontanile Barona a Bareggio.

### Aree protette
Il territorio del magentino presenta diversi parchi ed aree protette di interesse sovraccomunale (PLIS). Tra questi il più importante e rilevante è indubbiamente il Parco del Ticino, istituito nel 1974 ed il primo in assoluto di questo genere in Italia, amministrato da un consorzio di comuni e le province di Milano, Pavia e Varese, che ha una propria sede a Magenta. 
A sud dell'area del magentino si estende anche il Parco agricolo Sud Milano, istituito nel 1990, in capo alla Provincia di Milano.

### Clima
Il clima del magentino, come quello delle zone circostanti, è di tipo continentale con inverni freddi con molte giornate di gelo. La nebbia è principalmente diffusa nelle campagne e lungo il Naviglio ed il Ticino e nell'area dei fontanili. Le estati sono calde, umide e moderatamente piovose. Le temperature, in questo periodo, possono superare i 30 °C e l'umidità superare il 90%, causando quel fenomeno di caldo umido comunemente chiamato afa. Le precipitazioni in questa stagione avvengono per lo più sotto forma di temporale o acquazzone. La ventilazione del territorio è piuttosto scarsa. La temperatura media minima del mese più freddo, gennaio, è attorno ai -3 °C; quella massima del mese più caldo, luglio-agosto, è di circa +28 °C. La temperatura media annua è di circa 11 °C. La temperatura più bassa è stata registrata nel gennaio 1985 ed è stata pari a -18 °C. Le precipitazioni presentano due picchi in maggio e in ottobre, con i valori minimi in luglio e dicembre. La media nivometrica del territorio si aggira intorno ai 35 cm annui. 

| Mese                        | Gen  | Feb  | Mar  | Apr  | Mag | Giu  | Lug  | Ago  | Set  | Ott  | Nov | Dic  | Anno  |
| --------------------------- | ---- | ---- | ---- | ---- | --- | ---- | ---- | ---- | ---- | ---- | --- | ---- | ----- |
| Temperatura max. media (°C) | 5    | 8    | 13   | 17   | 21  | 26   | 28   | 28   | 24   | 18   | 11  | 6    | 16.25 |
| Temperatura min. media (°C) | -3   | -2   | 2    | 5    | 10  | 13   | 15   | 15   | 12   | 7    | 2   | -2   | 6.16  |
| Piogge (mm)                 | 59   | 73   | 95   | 104  | 127 | 82   | 55   | 85   | 72   | 110  | 83  | 50   | 82.91 |
| Umidità relativa (%)        | 83   | 80   | 73   | 76   | 75  | 74   | 75   | 75   | 76   | 81   | 84  | 84   | 78    |
| Eliofania assoluta (ore)    | -    | -    | -    | -    | -   | -    | -    | -    | -    | -    | -   | -    | -     |
| Venti (dir.-nodi)           | SW 4 | SW 4 | SW 4 | SW 4 | S 4 | SW 4 | SW 4 | SW 4 | SW 4 | SW 4 | N 4 | SW 4 | 4     |

### Vegetazione
Nell'area occidentale e centrale del magentino, il territorio pianeggiante risulta essere molto urbanizzato, con aree ancora naturali caratterizzate dalla brughiera e dalla presenza della robinia, della quercia, del nocciolo, del castagno e del carpino. Lungo il Ticino ed il Naviglio Grande si trovano esemplari di pioppi, ontani, robinie e salici.

## Storia

### Le origini
I primi insediamenti e ritrovamenti dell'area risalgono al VII-VI secolo a.C. nelle aree di Corbetta ed Albairate ove sorsero le prime abitazioni (pagus) gallo-celtiche (degli Insubri) e, probabilmente dopo le battaglie di Talamone (225 a.C.) e Casteggio (222 a.C.), o comunque attorno al II secolo a.C., delle colonie romane con l'evidente scopo di proteggere Milano ed i territori ad est del Ticino dalle razzie dei galli burgundi.
La vicinanza di Milano, divenuta poi sede imperiale, e l'ubicazione su vie romane come la strada consolare vercellina non potevano certo non favorire lo sviluppo civile dei paesi dell'area. Il borgo che assunse maggiore rilevanza fu Corbetta che per i successivi 900 anni ebbe la predominanza sull'area dell'intero magentino a livello religioso ed amministrativo.

### I Longobardi e il Contado della Burgaria
La Burgaria sorse come territorio autonomo nell'area del magentino tra il VI e il VII secolo, proprio nel periodo di dominio longobardo, e tale rimase dopo la conquista dell'Italia ad opera di Carlo Magno; successivamente all'avvento del Sacro Romano Impero Germanico, passò sotto il contado del Seprio, dato che nell'epoca della Battaglia di Legnano veniva ricordato come parte integrante della contea di Gallarate. 

### Il medioevo
La dominazione dei Franchi, che avevano incluso il Seprio e l'Italia Settentrionale nel Sacro Romano Impero, finì nel 1176, quando i comuni lombardi si allearono fra loro e sconfissero l'imperatore germanico Federico I detto il Barbarossa nella Battaglia di Legnano. Negli anni precedenti (1154 e 1162), l'area subì comunque devastazioni ad opera degli imperiali che a più riprese si scagliarono contro i comuni del magentino e dell'abbiatense come rappresaglia.
Dopo la Battaglia di Legnano, nel 1270 i comuni del magentino entrarono nell'orbita milanese e furono inevitabilmente coinvolti nella lotta tra i Visconti ed i Torriani, schierandosi compattamente coi futuri signori di Milano.

### Il Rinascimento sforzesco nel magentino
All'estinzione della casata dei Visconti, subentrarono in Milano nel 1450 gli Sforza. Il periodo rinascimentale vide nel magentino sorgere le prime ville di delizia che nei secoli successivi saranno una delle caratteristiche fondanti del suo paesaggio, oltre alla forte presenza di Ludovico il Moro che amò particolarmente questo territorio per la sua salubrità unita alla relativa vicinanza a Milano ed alla presenza di grandi aree boschive e naturali, ideali per la caccia e la pesca della corte.

### La dominazione spagnola e la peste del 1630
Dopo la conquista del ducato di Milano da parte degli imperiali di Carlo V, anche l'area del magentino passò sotto la signoria spagnola, entrando in un periodo di profonda crisi popolare che coinvolse innanzitutto i vertici ecclesiastici, compromettendo già da fine cinquecento la grande influenza acquisita dalla Pieve di Corbetta a vantaggio della costituzione della Pieve di Abbiategrasso ed il sempre maggior ruolo rivestito dalla città di Magenta. Malgrado questo fu proprio a metà del secolo che sorse il Santuario della Beata Vergine dei Miracoli di Corbetta che divenne il principale centro spirituale del magentino.
Fu durante questo periodo ad ogni modo che gran parte del territorio iniziò ad essere infeudato e venduto a piccoli proprietari terrieri dell'aristocrazia straniera e milanese come i Melzi che divennero conti di Magenta ed acquisirono una certa influenza in città, unitamente ai Frisiani ed ai Crivelli che si mischiarono ad altre storiche casate del territorio come i Borri.
Durante la dominazione spagnola, lo sviluppo economico dell'intero territorio fu molto difficile ed anche la popolazione fu decimata a causa della terribile epidemia di peste del 1630.

### La dominazione austriaca
La lunga e difficile dominazione spagnola si concluse solo nel 1713, quando con il Trattato di Utrecht, il Ducato di Milano passò sotto il dominio dell'Impero asburgico. 

In questo periodo l'economia migliorò notevolmente, dando vita in tutto il magentino a quei primi accenni di sviluppo industriale che sarebbe poi esploso tra Ottocento e Novecento.
Notevole fu anche la costruzione di ville di delizia che si qualificano ancora oggi come la principale attrazione dell'area: l'area naturalmente predisposta a qualificarsi come salubre e di grande bellezza, attirava gli investitori della Milano aristocratica a costruire qui le loro residenze di campagna per essere maggiormente a contatto coi terreni coltivati per loro conto dai molti massari locali.
La dominazione austriaca si interruppe bruscamente nel 1796, quando le truppe francesi di Napoleone Bonaparte, conquistarono il Ducato di Milano, inserendolo nella Repubblica Cisalpina. Il periodo francese si concluse nel 1814, e con la Restaurazione, il magentino, assieme a tutto il Ducato di Milano venne riassegnato all'Austria.

### Il Risorgimento
L'area del magentino venne rivalutata dal 1836 quando, con la costruzione di una dogana sul fiume Ticino, in prossimità del ponte napoleonico, nacque l'agglomerato urbano di Pontenuovo che venne ad unirsi a Magenta. Fu questo uno dei periodi di rinascita del comune di Magenta che sostituì gradatamente ma progressivamente gran parte dell'agricoltura con le prime industrie tessili ed alimentari. L'unico scontento degli abitanti fu quello di essere inclusi dal governo austriaco nella provincia di Pavia, anziché con la vicina Milano con cui il borgo aveva rapporti secolari.
La prima vera ondata risorgimentale vi fu nel 1848, quando il Regno di Sardegna cercò di conquistare la Lombardia, approfittando del malcontento popolare che si era espresso proprio in quell'anno nell'insurrezione delle Cinque giornate di Milano. Questo tentativo sfociò nella Prima guerra di indipendenza italiana, concludendosi però con un nulla di fatto. Il magentino e la Lombardia, restavano ancora in mano austriaca.
Dopo una decina d'anni dai primi moti, nel 1859 i tempi si dimostrarono maturi per la Seconda guerra d'indipendenza italiana e proprio il territorio del magentino fu teatro dei principali scontri del "secondo risorgimento", prime tra tutte la Battaglia di Boffalora e la Battaglia di Magenta, i cui preparativi e svolgimenti coinvolsero anche i paesi vicini e tutta l'area del Ticino e del Naviglio sino a Pavia.

### Dall'unità all'inizio del Novecento
Dopo l'unificazione nazionale, il magentino subì progressivamente una serie di mutamenti nello sviluppo economico e lavorativo locale, con la presenza dei primi impianti industriali di concezione moderna dell'area, ispirati dalla già florida economia del bustese che si estendeva poco sopra l'area di Magenta.
Principali centri di questa rinascita furono la stessa Magenta e Corbetta.

### Dalla prima guerra mondiale al primo dopoguerra
Una battuta di arresto nello sviluppo locale si ebbe nel 1914 con lo scoppio della prima guerra mondiale, che lasciò sul campo numerosi caduti dell'area del magentino, per poi riprendere lentamente dopo il 1918 con la fine del conflitto.
Con l'inizio della seconda guerra mondiale e la conseguente caduta del Fascismo avvenuta nel 1943, l'area del magentino diede vita ad una significativa organizzazione della Resistenza contro l'occupazione nazi-fascista. I partigiani del magentino operarono in particolar modo nella Val d'Ossola ove contribuirono alla nascita della Repubblica dell'Ossola, unitamente all'area dei boschi del Ticino e del bosco di Riazzolo.

### Gli anni del "boom economico" e la crisi industriale
Dopo la difficile ripresa del dopoguerra, con gli anni '50 si approntò il cosiddetto "miracolo economico" che interessò anche l'area del magentino e le città di Magenta e Corbetta in particolare, aprendo spazio alla costruzione di nuove industrie ed alla riqualificazione di quelle storiche ancora esistenti.
Nel 1955 la Madonna di Corbetta venne consacrata dall'allora arcivescovo milanese Giovanni Battista Montini come patrona del corbettese e del magentino.
La floridezza economica continuò senza particolari intoppi sino agli anni '70 quando molte delle industrie solitamente basate sui filati iniziarono ad entrare in decadenza.

### Il magentino oggi
Slegatosi completamente dall'idea del rilancio industriale, il territorio del magentino rappresenta ancora oggi un punto focale per lo sviluppo lombardo, grazie ad una riscoperta per fini turistici di aree naturali e storiche.

## Monumenti e luoghi d'interesse

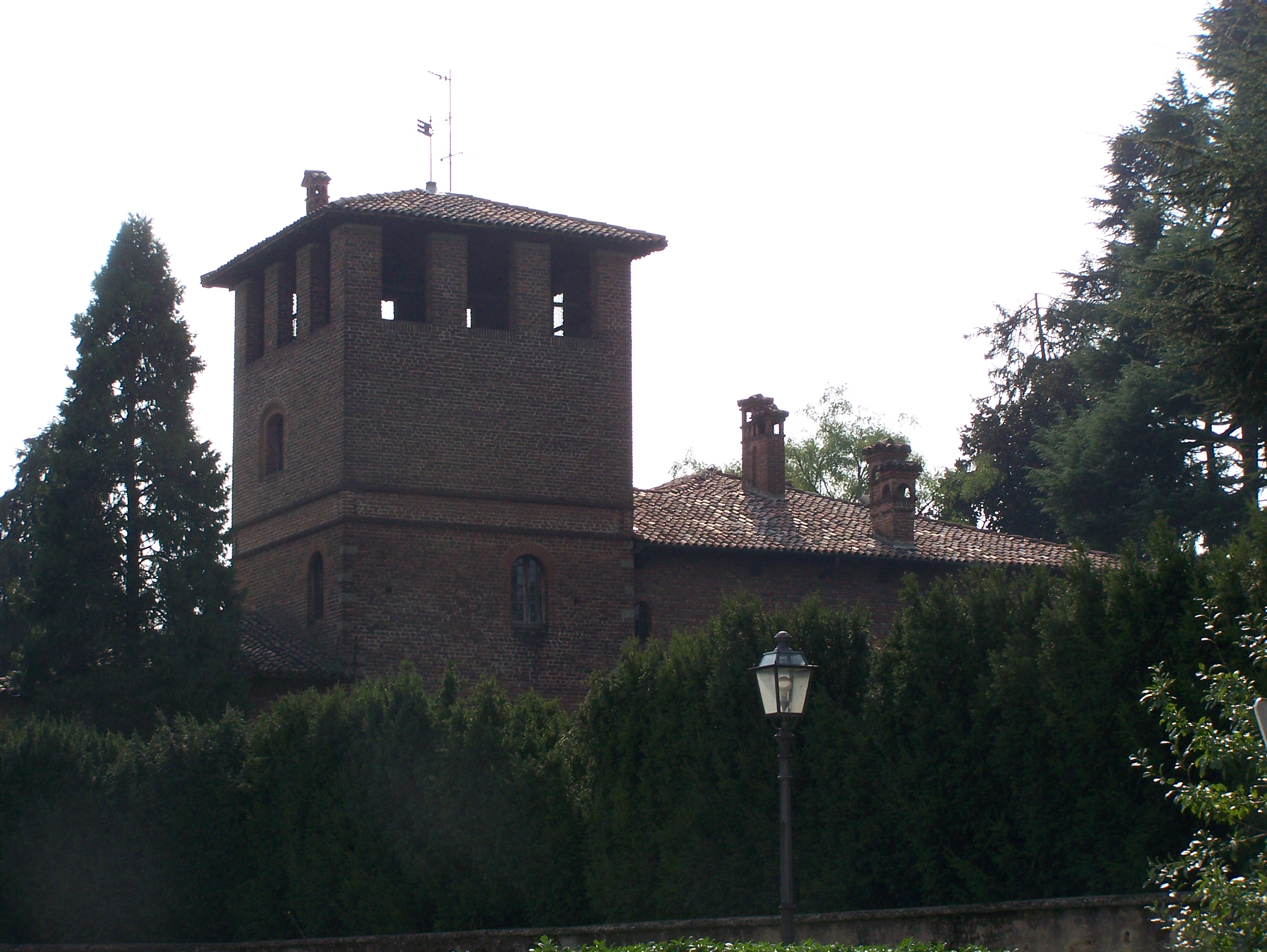
Il castello di Corbetta (IX secolo) una delle architetture più antiche e meglio conservate dell'area del magentino

L'area del magentino è da sempre un fulcro di bellezze artistiche e culturali che hanno scandito il passare dei secoli nelle sue borgate. Il centro storico che conserva il maggior numero di architetture di antica origine è indubbiamente quello di Corbetta che spicca per le sue nove ville storiche, la presenza della Chiesa prepositurale, del castello e del santuario locali. Magenta, oltre a conservare moltissime tracce della battaglia locale (si vedano a tal proposito i reperti del museo locale), lascia spazio a diverse chiese di pregio edificate tra XVII e XIX secolo. Boffalora sopra Ticino ha conservato immutato nel centro storico il suo aspetto settecentesco ed il porto locale sul Naviglio Grande, oltre al borgo di Robecco sul Naviglio che si qualifica come la prima tappa delle grandi "delizie" della zona.

## Società

### Evoluzione demografica
Abitanti censiti

## Economia

### Agricoltura
Malgrado oggi il territorio del magentino sia caratterizzato da altre attività, l'agricoltura e l'allevamento continuano a rivestire un ruolo rilevante, in particolare nell'area a sud della regione.
In tutta l'area del magentino sono presenti infatti alcune aziende agricole, attive prevalentemente nell'allevamento di bovini, suini e pollame. I terreni agricoli sono prevalentemente coltivati a foraggio, granoturco e frumento.
Fino all'inizio del XX secolo, l'agricoltura rivestiva un ruolo di notevole importanza per il territorio del magentino con ampie coltivazioni ed una fiorente coltivazione della vite, da cui si otteneva in particolare vino bianco. L'arrivo dall'America della peronospora, alla fine dell'Ottocento, devastò i vigneti determinandone una rapida e quasi completa scomparsa.
Altra importante attività era la bachicoltura, ossia l'allevamento del baco da seta. Dopo aver avuto notevole valore per un lungo periodo la produzione iniziò a declinare nel primo dopoguerra, fin a scomparire completamente nel secondo dopoguerra, per via della produzione di fibre sintetiche e del cambiamento dell'organizzazione agricola, oltre che per via del sempre maggior sviluppo delle industrie che attraevano un sempre maggior numero di occupati a discapito del settore primario.

### Industria
Dopo aver avuto un rapido e notevole sviluppo a partire dalla fine del XIX secolo, il settore industriale del magentino è andato incontro, a partire dagli anni settanta ad un progressivo ridimensionamento, con la chiusura di diverse importanti realtà industriali in particolar modo a Magenta ed a Corbetta. Con la chiusura di molti dei maggiori stabilimenti (in particolare di quelli nel campo tessile), il territorio ha mantenuto la presenza di un importante tessuto di piccole e medie imprese, operanti prevalentemente su ambiti competitivi ristretti e focalizzati, in cui riveste molta importanza la qualità dei prodotti offerti. Altri settori di sviluppo sono l'industria metalmeccanica e l'edilizia, oltre ad alcune aziende impegnate nel settore dell'industria alimentare legata ai prodotti dell'allevamento.

### Servizi
Il settore terziario ha avuto negli ultimi decenni un grande sviluppo, ed in termini occupazionali ha raggiunto i livelli del settore primario e secondario, tradizionalmente settore chiave dell'economia magentina.